# Ukraińska kontrofensywa w obwodzie charkowskim
Ukraińska kontrofensywa w obwodzie charkowskim – główna operacja kontrofensywna podczas rosyjskiej inwazji na Ukrainę. Rozpoczęła się 6 września 2022 r. Po rozpoczęciu kontrofensywy chersońskiej na południu Ukrainy pod koniec sierpnia, siły ukraińskie rozpoczęły drugą kontrofensywę na początku września w obwodzie charkowskim na wschodzie Ukrainy.
Kontrofensywa okazała się być sukcesem sił ukraińskich. Spod okupacji rosyjskiej udało się przejąć m.in. Bałakliję, Wołczańsk, Kupiańsk, Izium i Łyman. W mediach operacja opisywana była jako „istotne zwycięstwo” czy „przełamanie wojennego impasu”.

## Przebieg

### Pierwsza faza (6–12 września 2022 r.)
W dniu 6 września 2022 r. siły ukraińskie rozpoczęły kontrofensywę w regionie Charkowa, zaskakując siły rosyjskie. W wywiadzie z „The Guardian” z 10 września, rzecznik ukraińskich sił specjalnych Taras Berezowiec stwierdził, że Rosja „myślała, że [kontrofensywa] będzie na południu... potem, zamiast na południu, ofensywa nastąpiła tam, gdzie najmniej się spodziewali, a to spowodowało, że wpadli w panikę i uciekli”.
Ukraińskie oddziały posunęły się o co najmniej 20 kilometrów w głąb terytorium zajmowanego przez Rosjan i odbiły około 400 kilometrów kwadratowych terytorium w ciągu pierwszych dwóch dni.
Do 9 września Ukraina przełamała rosyjskie linie, a ukraińskie wojsko przekazało, że posunęło się naprzód o prawie 50 kilometrów i odzyskało ponad 1000 kilometrów kwadratowych terytorium. Ten postęp umieścił ich około 44 kilometrów na północny zachód od Izium, głównej rosyjskiej bazy logistycznej w regionie, tempo postępu w dużej mierze niespotykane od czasu wycofania się Rosji z Kijowa na początku wojny. The Washington Post opisał upadek Izium 10 września jako „oszałamiającą klęskę”; Institute for the Study of War ocenił, że siły ukraińskie zdobyły około 2500 kilometrów kwadratowych w przełomie.
Orla Guerin, międzynarodowy korespondent w środkowej Ukrainie ocenił, że po raz pierwszy od czasów II wojny światowej w jednej bitwie zginęły całe rosyjskie jednostki.

#### Przełamanie
6 września, po skoncentrowaniu sił na północ od Bałakliji w Pryszybie, małej wiosce położonej około 15 km na północny zachód od Bałakliji, wojska ukraińskie rozpoczęły kontrofensywę w obwodzie charkowskim, która wyparła siły rosyjskie z powrotem na lewy brzeg rzek Doniec i Serednja Balakliika. Wzięły w niej udział ukraińskie siły specjalne, czołgi, transportery opancerzone i oddziały 92 Brygady Zmechanizowanej.

Przebieg kontrofensywy

Tego samego dnia siły ukraińskie zajęły Werbiwkę, około 8 km na wschód od Pryszyb i mniej niż 3 km na północny zachód od Balakliji. Kilka rosyjskich źródeł podało, że siły rosyjskie zburzyły bliżej nieokreślone mosty na wschodnich obrzeżach Bałaklii, aby zapobiec dalszym ukraińskim atakom.
Wojska ukraińskie przeszły następnie do ofensywy w kierunku Bałaklii, Wołokołamskiego Jaru, Szewczenkowych, Kupiańska oraz dzielnic Sawczyńce i Kunje, położonych na wschód od Bałaklii. Według źródeł rosyjskich na tej linii styku Ukraińcom w niektórych rejonach przeciwstawiały się lekko uzbrojone oddziały milicji DRL, podczas gdy źródła ukraińskie twierdziły, że siły w tym rejonie to zawodowi żołnierze rosyjscy, a nie poborowi z Donbasu.
Do następnego dnia siły ukraińskie posunęły się o około 20 kilometrów w głąb terytorium okupowanego przez Rosjan, odzyskując około 400 kilometrów kwadratowych i osiągając pozycje na północny wschód od Izium. Rosyjskie źródła twierdziły, że sukces ten był prawdopodobnie spowodowany przeniesieniem sił rosyjskich do Chersonia w odpowiedzi na ukraińską ofensywę w tym mieście.
Do 8 września ukraińskie oddziały posunęły się o 50 km w głąb rosyjskich pozycji obronnych na północ od Izium. Jednostki OMSN rosyjskiej Gwardii Narodowej utraciły kontrolę nad Bałakliją, około 44 km na północny zachód od Izium, chociaż Ukraina przejęła kontrolę nad miastem dopiero 10 września. W pobliżu miasta siły ukraińskie odbiły największą bazę amunicyjną Centralnego Zarządu Rakiet i Artylerii Sił Zbrojnych Ukrainy. Siły ukraińskie odzyskały również kontrolę nad ponad 20 wioskami. Tego samego dnia ukraińskie media poinformowały, że siły ukraińskie schwytały wysokiego rangą rosyjskiego oficera na froncie charkowskim. Na podstawie nagrania mężczyzny spekulowano, że był to generał porucznik Andrej Syczewoj, dowódca Zachodniego Okręgu Wojskowego Sił Zbrojnych Rosji.

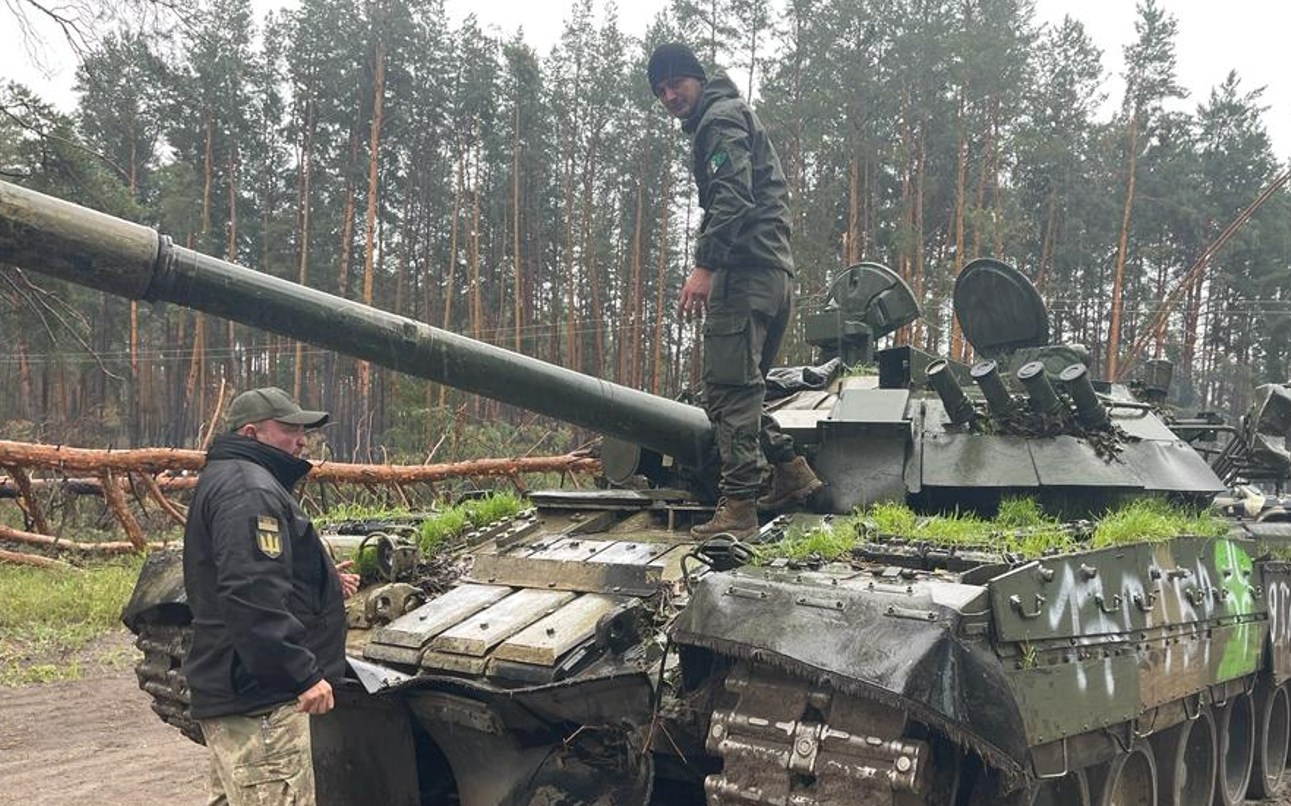
Rosyjski czołg T-80U przejęty przez ukraińską 17. Brygadę Pancerną

9 września wspierana przez Rosję administracja zarządziła ewakuację do Rosji ludności z Iziumu, Kupiańska i Wełykyj Burłuk. Lokalni mieszkańcy donosili później, że w tym momencie rosyjscy żołnierze w okolicy zaczęli uciekać z wiosek, pozostawiając za sobą broń, jeszcze przed przybyciem wojsk ukraińskich. Później siły ukraińskie dotarły do Kupiańska, ważnego węzła tranzytowego na skrzyżowaniu kilku głównych linii kolejowych zaopatrujących rosyjskie wojska na froncie. Instytut Badań nad Wojną stwierdził, że uważa, iż Kupiańsk prawdopodobnie upadnie w ciągu najbliższych 72 godzin. W odpowiedzi na ukraińskie natarcie, rosyjskie jednostki rezerwowe zostały wysłane jako posiłki zarówno do Kupiańska, jak i Izium.
10 września siły ukraińskie odbiły Kupiańsk i Izium i rzekomo posuwały się w kierunku Łymanu. Doradczyni szefa charkowskiej rady obwodowej Natalia Popowa opublikowała na Facebooku zdjęcia żołnierzy trzymających ukraińską flagę przed ratuszem w Kupiańsku. Ukraińscy funkcjonariusze służb bezpieczeństwa i policji przenieśli się do odzyskanych miejscowości, aby sprawdzić tożsamość tych, którzy pozostali pod rosyjską okupacją. Później tego samego dnia gubernator obwodu ługańskiego Serhij Hajdaj stwierdził, że ukraińscy żołnierze wkroczyli na przedmieścia Lisiczańska, podczas gdy ukraińskim partyzantom udało się podobno zdobyć część Kreminnej. Hajdaj stwierdził, że siły rosyjskie uciekły z miasta, pozostawiając Kreminną „praktycznie pustą”.

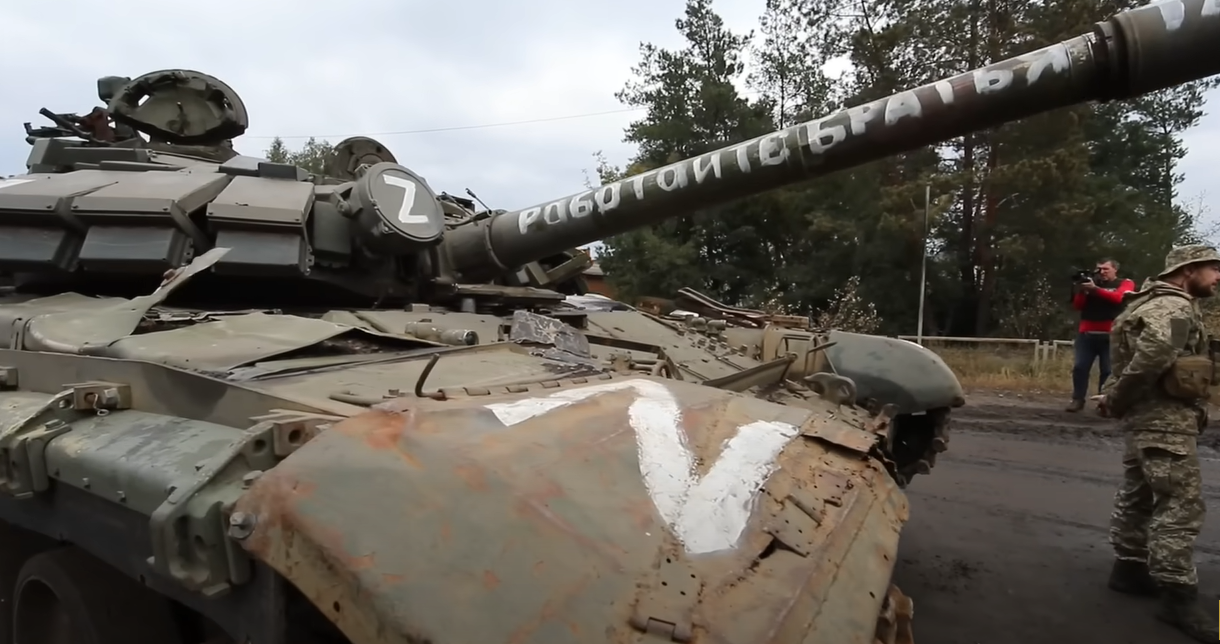
Rosyjski T-80BV pozostawiony w Iziumie

The New York Times stwierdził, że upadek strategicznie ważnego miasta Izium na wschodzie Ukrainy jest najbardziej druzgocącym ciosem dla Rosji od czasu jej odwrotu z Kijowa. Rzecznik rosyjskiego Ministerstwa Obrony Igor Konaszenkow zareagował na te wydarzenia, twierdząc, że rosyjskie siły w rejonie Bałaklii i Izium „przegrupują się” w rejonie Doniecka, „aby osiągnąć wyznaczone cele specjalnej operacji wojskowej mającej na celu wyzwolenie Donbasu”. Ukraiński prezydent Wołodymyr Zełenski potwierdził, że od rozpoczęcia kontrofensywy Ukraina odzyskała 2000 kilometrów kwadratowych.
11 września „Newsweek” doniósł, że siły ukraińskie „przeniknęły przez rosyjskie linie na głębokość do 70 kilometrów w niektórych miejscach i odbiły ponad 3000 kilometrów kwadratowych terytorium od 6 września”. Doniesienia o wycofaniu rosyjskich wojsk z Kozaczyzny Łopańskiej i podniesieniu ukraińskiej flagi przez mieszkańców obok ratusza pojawiły się na stronie objectiv.tv. Mapa wykorzystana w briefingu rosyjskiego Ministerstwa Obrony tego samego dnia potwierdziła, że siły rosyjskie wycofały się z Kozaczyzny Łopańskiej, a także z Wołczańska i innych miejscowości na granicy ukraińsko-rosyjskiej. Siły ukraińskie odbiły również Wełykyj Burłuk.
28 września „Financial Times” opublikował artykuł z wieloma interaktywnymi grafikami i przedstawił żywy obraz przyczyn ukraińskiej błyskawicznej kontrofensywy w kierunku Kupiańska. Przypisano w nim dostarczane z Zachodu systemy HIMARS jako jedną z przyczyn, które umożliwiły Ukrainie obezwładnienie sił rosyjskich w ciągu zaledwie 6 dni, na dystansie 90 km i odzyskanie ponad 2500 km{\textstyle ^{2}} ziemi.

#### Wycofanie się Rosjan z obwodu charkowskiego na zachód od rzeki Oskoł
Po południu 11 września rosyjskie Ministerstwo Obrony ogłosiło formalne wycofanie sił rosyjskich z prawie całego obwodu charkowskiego. Ministerstwo „ogłosiło, że trwa 'operacja ograniczania i przerzucania wojsk'”. O godzinie 20:06 tego dnia rosyjskie pociski manewrujące Kalibr uderzyły w ukraińskie obiekty infrastruktury krytycznej (w tym charkowski TEC-5), co spowodowało, że obwody połtawski, sumski, charkowski, dniepropietrowski, doniecki i część obwodu odeskiego zostały pozbawione prądu. Tymczasem w Łymaniu trwały starcia między ukraińskimi napastnikami a rosyjskimi obrońcami.
12 września, według informacji Sztabu Generalnego Sił Zbrojnych Ukrainy, Siły Obronne Ukrainy zlikwidowały rosyjskie oddziały w ponad 20 miejscowościach, w szczególności w Wełykym Burłuku i Dworicznej. Rosyjski szef charkowskiego urzędu okupacyjnego Witalij Ganczew ujawnił w rosyjskich mediach państwowych Rossija 24, że siły ukraińskie przewyższają liczebnie siły rosyjskie „8-krotnie”. Granica z rosyjskim obwodem biełgorodzkim została zamknięta po tym, jak około 5000 cywilów zostało „ewakuowanych” do Rosji.
Do 13 września Ukraina odbiła cały obwód charkowski na zachód od rzeki Oskoł, a media twierdzą, że ukraińskie wojska wkroczyły do Wołczańska.

#### Inne zdobycze i ofiary
Rankiem 11 września przewodniczący obwodu ługańskiego Serhij Hajdaj oświadczył, że siły rosyjskie w większości opuściły Starobielsk. W tym samym komunikacie stwierdził, że rosyjskie władze okupacyjne opuszczają również obszary kontrolowane przez Rosję od 2014 roku.
12 września siły ukraińskie wyzwoliły Świętogórsk, który został zdobyty przez siły rosyjskie w czerwcu 2022 r., i zbliżyły się do granicy administracyjnej między obwodem charkowskim i donieckim, a także do Łymanu, strategicznego miasta kolejowego w obwodzie donieckim, które siły rosyjskie zdobyły pod koniec maja 2022 r. po zaciętej bitwie.
Doniesienia o wycofywaniu się rosyjskich wojsk z obszarów, które wcześniej kontrolowały w obwodzie ługańskim, rozpoczęły się 12 września wraz z wycofaniem się z miasta Swatowe; jednak wojska rosyjskie powróciły do Swatowego 14 września.
12 września prezydent Wołodymyr Zełenski oświadczył, że siły ukraińskie odbiły z rąk rosyjskich łącznie 6000 km{\textstyle ^{2},} zarówno na południu, jak i na wschodzie. 13 września, podczas swojego nocnego przemówienia, stwierdził, że ukraińskie wojsko odbiło z rąk rosyjskich 8000 km{\textstyle ^{2}} terytorium.
Według Oryx Rosja straciła co najmniej 338 sztuk sprzętu wojskowego w ciągu pięciu dni do 11 września. Obejmuje to myśliwce, czołgi i ciężarówki, które zostały zniszczone, uszkodzone lub zdobyte.
Po ofensywie David Axe, dziennikarz Forbes, powołując się na ukraińskie dane, poinformował, że dziesiątki tysięcy rosyjskich żołnierzy zostało zabitych, pojmanych lub zdezerterowało. Do 9 września 10 000 Rosjan zostało okrążonych wokół Iziumu i rzeki Oskoł, w tym 4 Gwardyjska Kantemirowska Dywizja Pancerna, a Ukraińcy wzięli do niewoli tak wielu jeńców, że „nie mieli gdzie ich trzymać”. Oszacowali również, że połowa z 12-tysięcznego 11 Korpusu Armijnego została zniszczona i że stracił on ponad 200 pojazdów wojskowych. Ukraińcy twierdzili również, że 64 Samodzielna Brygada Zmechanizowana, która miała nominalną siłę 1500-2500 ludzi, poniosła 90% ofiar podczas bitwy. Axe oszacował również, że 4 Gwardyjska Dywizja Pancerna należąca do 1 Gwardyjskiej Armii Pancernej, składająca się z dwóch pułków, straciła co najmniej 100 czołgów T-80, czyli połowę swojej całkowitej siły, w ciągu zaledwie 100 godzin. Stwierdził również, że 2 Gwardyjska Dywizja Zmechanizowana, również składająca się z dwóch pułków, również została w dużej mierze zniszczona i niezdolna do walki w wyniku ofensywy. Jednak Foreign Policy, w analizie prawie rok później, stwierdziło, że pomimo tego, że rosyjskie wycofanie wydawało się rutynowe, siły rosyjskie uniknęły schwytania lub zniszczenia większości swoich jednostek.
18 września w obwodzie charkowskim zdobyto rosyjski czołg T-90M – pierwszy potwierdzony w tej wojnie. Czołg padł łupem sił ukraińskich bez widocznych uszkodzeń i najprawdopodobniej został porzucony przez rosyjskie wojsko podczas pospiesznego odwrotu z obwodu charkowskiego.

#### Bitwa o Szewczenkowe
Do 7 września Bałaklija znajdowała się w stanie oblężenia, a walki toczyły się we wschodniej i centralnej części miasta. Walki zakończyły się 8 września, a siły ukraińskie zdobyły całą Bałakliję. Po szybkim przejęciu miasta Bałaklija, tego samego dnia wojska ukraińskie w błyskawicznym ataku zajęły Szewczenkowe. Siły rosyjskie w panice wycofały się w kierunku Kupiańska, podczas gdy znacznie większe siły ukraińskie tego samego dnia kontynuowały ofensywę w kierunku Iziumu i Kupiańska.

### Druga faza (13 września – 1 października 2022)

#### Przekroczenie rzeki Oskoł
W obliczu braku wystarczającego wsparcia pozycji rosyjskich na rzece Oskoł, siły ukraińskie przekroczyły ją już 13 września w kilku miejscach. Około 13 września siły ukraińskie przekroczyły rzekę w pobliżu wsi Borowa i utworzyły przyczółek. Do 24–25 września wojska ukraińskie utworzyły co najmniej pięć przyczółków po wschodniej stronie rzeki Oskoł.
15 września niektóre rosyjskie źródła twierdziły, że siły ukraińskie ustawiły pozycje artyleryjskie w Hrianykiwce, naprzeciwko Dworiczny po wschodniej stronie rzeki Oskoł. Tego samego dnia siły ukraińskie odbiły Sosnowe i zmusiły siły rosyjskie do wycofania się ze wsi Studenok w obwodzie charkowskim na południowy wschód od Iziumu, aby uniknąć okrążenia.
16 września siły ukraińskie zdobyły Kupiańsk-Wuzłowyj, po wschodniej stronie rzeki Oskoł i naprzeciwko Kupiańska, oraz wschodnią część Kupiańska, ustanawiając kolejny przyczółek nad rzeką Oskoł. To dodatkowo zagroziło rosyjskim liniom zaopatrzenia w północnym obwodzie ługańskim, zagrażając rosyjskim operacjom w pozostałej części Donbasu.
Do 18 września ukraińskie wojsko oświadczyło, że przekroczyło i kontroluje wschodnią stronę rzeki Oskoł.
19 września materiał wideo potwierdził, że siły ukraińskie wyzwoliły wieś Biłohoriwka w obwodzie ługańskim, co oznaczało, że Rosja nie utrzymuje już pełnej kontroli nad regionem.

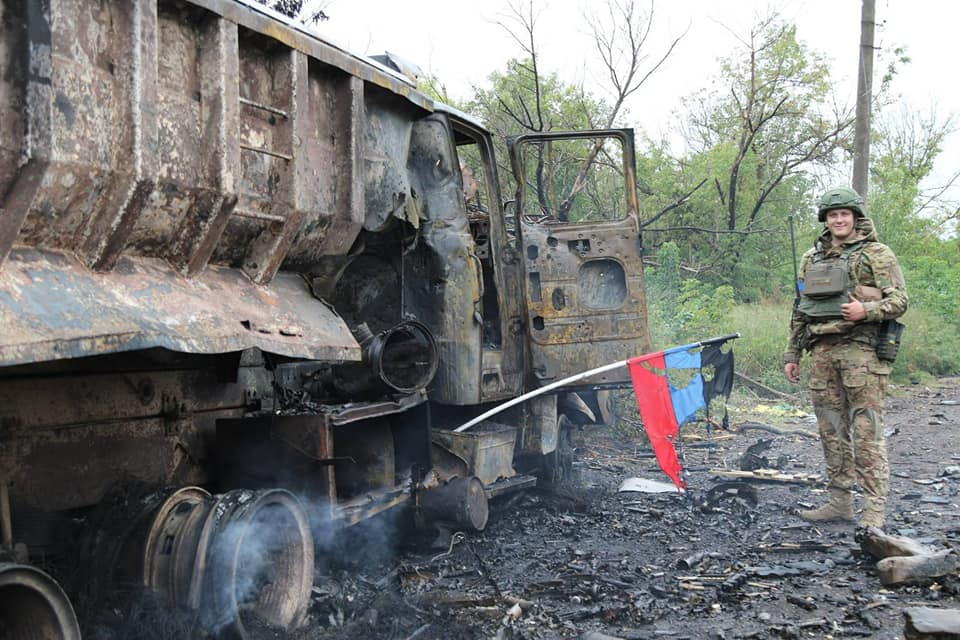
Ukraiński żołnierz obok zniszczonej broni donieckich separatystów, 23 września 2022 r.

22 września Institute for the Study of War poinformowało, że „siły ukraińskie zajęły tereny na wschód od Dworiczny i walczą w Tawilżance, która podobno nadal jest terytorium spornym”. Pojawiły się doniesienia, że siły ukraińskie wyzwoliły Hrianykiwkę, miejscowość na zachód od Tawilżanki, 15 września, kiedy Ukraina ustawiła tam pozycje artyleryjskie. Było to więc „zgodne z wcześniejszymi doniesieniami o ciągłych ukraińskich wysiłkach mających na celu penetrację obecnych rosyjskich linii obronnych biegnących wzdłuż rzeki Oskoł i przesunięcie ich na wschód”.

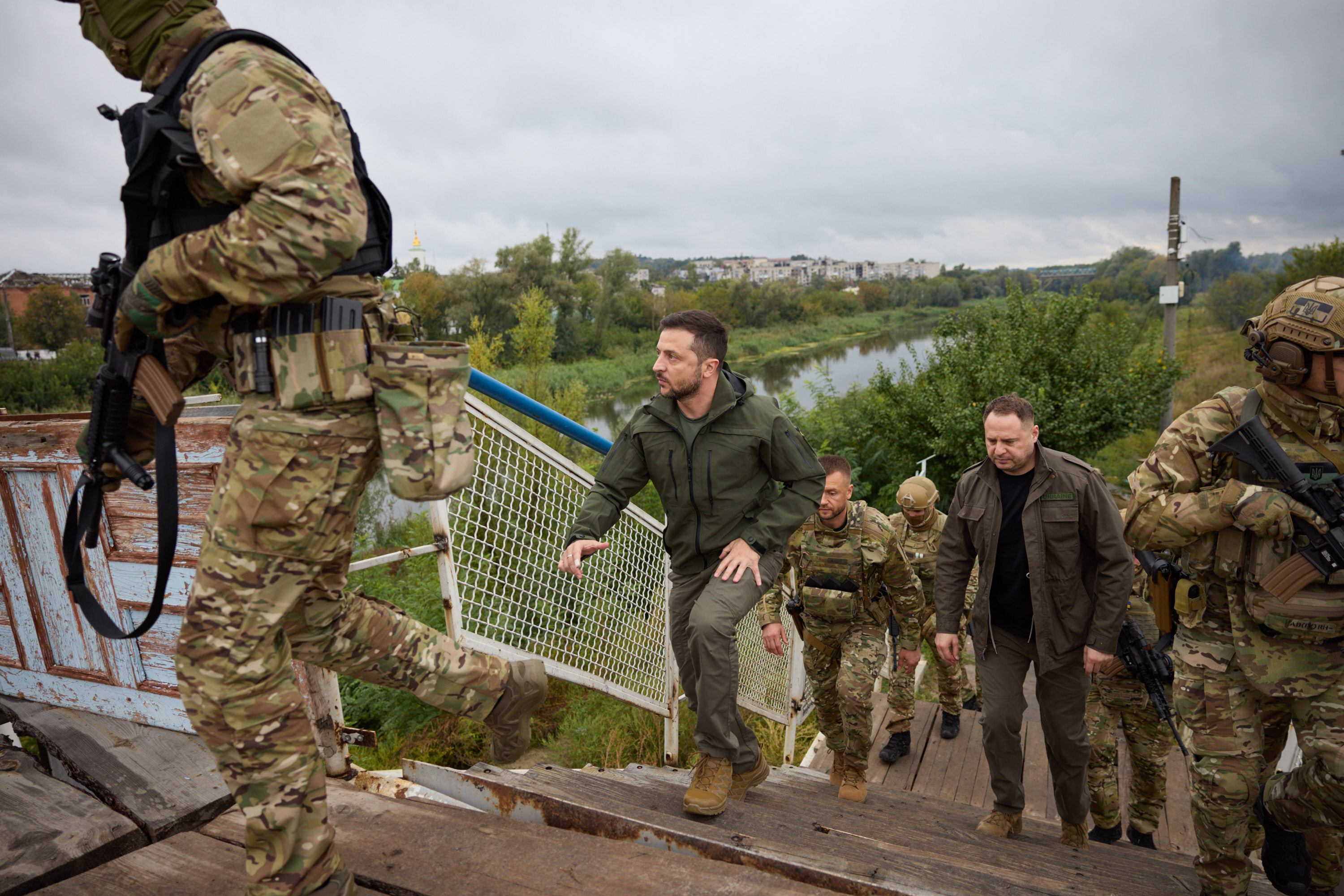
Prezydent Ukrainy Wołodymyr Zełenski niedaleko linii frontu w obwodzie charkowskim

23 września ukraińskie siły zbrojne wyzwoliły wioskę Jaćkiwkę w obwodzie donieckim, według Ołeksija Hromowa, zastępcy szefa dyrekcji operacyjnej sztabu generalnego Sił Zbrojnych Ukrainy.
24 września siły ukraińskie wyzwoliły Horobjiwkę, miejscowość na wschód od Hrianykiwki po wschodniej stronie rzeki Oskoł. Siły ukraińskie wyzwoliły również Petropawliwkę, 7 kilometrów na wschód od Kupiańska i niedaleko Kupiańska-Wuzłowyja, również po wschodniej stronie rzeki Oskoł. Siły ukraińskie wyzwoliły dwie kolejne miejscowości do 24 września – Kuczeriwkę i Podoły, obie położone między Kupiańskiem-Wuzłowyjem i Petropawliwką.
25 września siły ukraińskie prawdopodobnie uzyskały kontrolę nad Malijiwką, wsią położoną na północ od granicy charkowsko-donieckiej i na wschód od Pisków-Rad´kiwśki.
26 września siły ukraińskie ruszyły na północ od obwodu donieckiego i wyzwoliły Pisky-Rad´kiwśki. Wieś znajduje się po wschodniej stronie rzeki Oskoł w obwodzie charkowskim, 35 km na północny zachód od Łymanu i bezpośrednio na południe od Borowej.
27 września odnotowano dalsze ukraińskie postępy na wschód od rzeki Oskoł, a siły ukraińskie wkroczyły do wsi Ridkodub i Korowij Jar.

#### Okrążenie i odbicie Łymanu

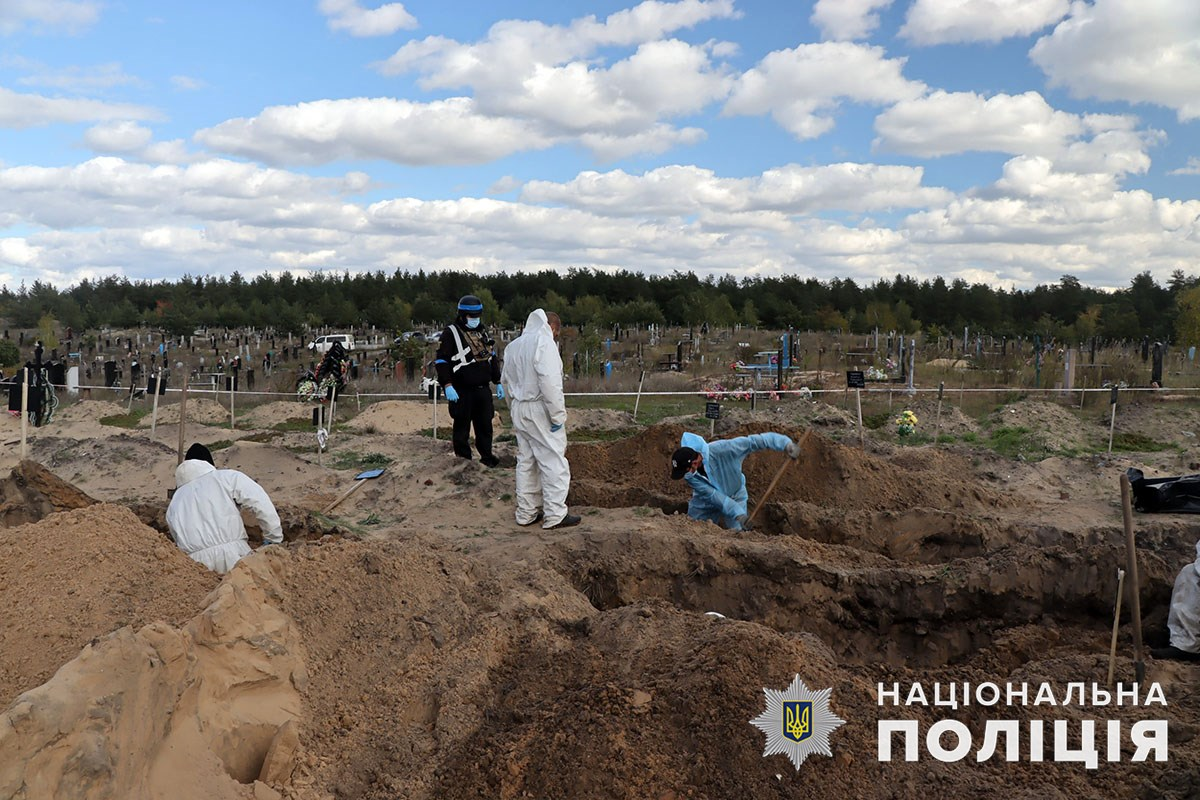
Ekshumacja ciał z pochówków w Łymanie dokonanych podczas okupacji rosyjskiej, 18 października 2022 r.

W wyniku ukraińskiej „błyskawicznej kontrofensywy” we wrześniu siły rosyjskie wycofały się do Łymanu, dużego miasta w obwodzie donieckim z krytycznymi rosyjskimi liniami zaopatrzeniowymi. Według brytyjskiego Ministerstwa Obrony „znaczenie operacyjne Łymanu wynikało z jego dowództwa nad przeprawą drogową przez rzekę Doniec, za którą Rosja próbowała skonsolidować swoją obronę.” 26 września The New York Times poinformował o impasie między krytycznymi miastami – Łymanem, który wówczas znajdowały się pod kontrolą Rosji, a kontrolowanym przez Ukrainę Bachmutem. W obliczu zbliżającej się zimy, która prawdopodobnie zahamuje działania obu armii, Łyman miał być bitwą, która zadecyduje o wschodnim teatrze wojny.
28 września siły ukraińskie wkroczyły do miasta Nowosieliwka w obwodzie donieckim, strategicznego przejścia granicznego położonego około 12 km na północny zachód od Łymanu, na lewym brzegu rzeki Oskoł.
30 września siły ukraińskie wyzwoliły Jampil, kluczową wieś położoną 8 km na południowy wschód od Łymanu. Prorosyjski kanał na Telegramie poinformował, że ukraińskim siłom udało się przełamać rosyjską obronę, zmuszając rosyjskie wojska do wycofania się do Łymanu. Wołodymyr Zełenski poinformował również, że ukraińskie wojska zdobyły miasto Drobyszewe, 10 km na północny zachód od Łymanu.
1 października pojawił się materiał wideo przedstawiający ukraińskie oddziały podnoszące ukraińską flagę przy wejściu do Łymanu, a w mieście znajdowało się rzekomo do 5000 rosyjskich żołnierzy. Serhii Czerewatyj, rzecznik ukraińskich sił wschodnich, twierdził, że siły ukraińskie z powodzeniem otoczyły siły rosyjskie w mieście. Siły ukraińskie wkroczyły do miasta, a według The Guardian, bitwa w Łymanie „była krwawą masakrą”. Rosyjscy oficerowie odmówili poddania się, więc wojska rosyjskie uciekły w zdezorganizowany sposób. Miasto zostało znacznie zniszczone podczas rosyjskiej okupacji, a miejscowi stwierdzili, że pozostało tylko kilkaset osób z 27 000, które mieszkały w Łymanie przed wojną. Rosyjskie władze potwierdziły utratę Łymanu później tego samego popołudnia. Początkowo nie było jasnych szacunków dotyczących ofiar podczas bitwy. Dziennikarze Associated Press odnotowali, że co najmniej 18 rosyjskich ciał pozostało na ulicach 3 października. Później jednak Ukraińcy twierdzili, że zabili ponad 1500 rosyjskich żołnierzy podczas odbijania miasta, biorąc jednocześnie około 5000 Rosjan jako jeńców.
Zdobycze terytorialne nastąpiły dzień po tym, jak prezydent Rosji Władimir Putin ogłosił aneksję terytoriów okupowanych przez Rosję podczas ceremonii w Moskwie, twierdząc, że okupowane regiony Ukrainy, w tym Donbas, są teraz integralnym terytorium Rosji. Emerytowany amerykański generał porucznik Ben Hodges ujawnił, że „[odzyskanie Łymanu] jasno pokazuje, że roszczenia [Putina] są bezprawne i nie mogą być egzekwowane”.

## Ocena działań
Zdaniem Andrzeja Wilka i Piotra Żochowskiego, ekspertów Ośrodka Studiów Wschodnich, zajęcie Łymanu stanowiło niewątpliwy ukraiński sukces taktyczny oraz odegrało znaczącą rolę w wymiarze politycznym. „Poprzez oddanie Łymanu armia rosyjska po raz trzeci od 24 lutego udowodniła, że – w odróżnieniu od praktyki czasów sowieckich – potrafi podjąć decyzję o wycofaniu, aby zminimalizować straty w ludziach. Ostatnie tygodnie obrony miasta wskazują jednak, że poza tym jej modus operandi całkowicie wpisuje się w tradycję sowiecką, tj. przywiązanie do założonego schematu operacji, oszukiwanie w kwestii sytuacji na froncie i brak elastyczności”.